# Ensino do português para surdos
O ensino do português como segunda língua tem como objetivo possibilitar o desenvolvimento de habilidades em leitura e escrita pelos surdos, porém, somente a partir do ano de 2002, por meio do reconhecimento linguístico da Língua Brasileira de Sinais - Libras, a aquisição dessa língua passou a ganhar visibilidade nos meios educacionais e nas pesquisas acadêmicas. 

## História

### Contextualização
A história sobre a Educação de Surdos mostra que desde o século XVI já se ensinava a modalidade escrita a essas pessoas, cujo início se deu com o monge Pedro Ponce de León (considerado o primeiro professor de surdos da história), que, na França, instruiu seus alunos surdos a "falar, escrever, ler, fazer contas [...]". Em 1650, ainda na Inglaterra, outras pessoas passaram a se interessar pelos surdos, dentre eles, o John Wallis, que utilizou a escrita como meio de instrução na educação de dois surdos e, por isso, ficou conhecido como "o pai do método escrito da educação dos surdos".
No caso do Brasil, a Lei 10.436/02 e o Decreto 5.626/05 afirmam que o surdo tem o direito de aprender a Libras como primeira língua (L1) e a Língua Portuguesa escrita como segunda língua (L2), passando a ser considerado um sujeito bilíngue. Nesse sentido, a inclusão da Educação Bilíngue de surdos na Lei de Diretrizes e Bases da Educação Nacional – LDB, através da Lei 14.191, foi mais um passo para a construção do surdo bilíngue, mas, mesmo assim, a efetivação aquisicional do português escrito requer mais aprofundamentos por meio de pesquisas e estudos, pois as práticas de ensino fazem mais descrição da escrita e do processo de interlíngua do que da efetivação de como ensiná-la a essas pessoas. 
É importante mencionar também que apesar da Lei  reconhecer a Libras como uma língua natural, falada pelas comunidades surdas do Brasil, o parágrafo único dessa Lei determina que a “A Língua Brasileira de Sinais - Libras não poderá substituir a modalidade escrita da língua portuguesa”.
Porém, sabe-se que durante quase cem anos, os surdos foram submetidos e ainda são, a um modelo de educação em que privilegiava a modalidade oral da Língua Portuguesa ao invés da Língua de Sinais, língua visuo-espacial que apresenta todas as propriedades específicas das línguas humanas. 
Isso reflete, historicamente, no número de surdos vistos como iletrados funcionais devido a não aquisição ou não proficiência da Língua Portuguesa escrita, pois, até pouco tempo, a escolarização dos surdos era voltada, especificamente, para a aprendizagem do português oral, pelo fato de que “[...] falar e compreender a fala dos outros era mais necessário do que aprender a escrever numa sociedade de analfabetos, [...] a fala seria o único meio de restituir o surdo-mudo a sociedade”..
Sendo assim, nota-se que as pessoas surdas são submetidas a um processo de descontinuidade entre a língua que se fala (L1), de modalidade visuo-espacial, e a língua que se escreve (L2), cuja modalidade falada não é adquirida por esses sujeitos, devido ao fato de ser oral auditiva. Além disso, são línguas que se diferenciam também em estruturas gramaticais. 
Além disso, a forma como as atividades que envolvem a prática de leitura e escrita são organizadas pela escola, por meio de exercícios repetitivos e descontextualizados, colabora para que as dificuldades com a escrita pelos surdos cresçam. [...] assim, a escola tem dificuldade para entender as diferenças no processo educacional do surdo e o surdo, de inserir-se nesse processo. 
Desse modo, apesar do crescente debate em torno da aprendizagem do português escrito pelos surdos no campo da Educação e da Linguística, ainda não é suficiente para abarcar todas as questões referentes ao processo de aquisição da escrita dessa língua por essas pessoas, sobretudo no que diz respeito às contribuições das práticas pedagógicas, isso se dá segundo Fernandes, pelo fato do contexto educacional está organizado de forma que todas as interações são realizadas pela oralidade, o que coloca os alunos surdos em extrema desvantagem nas relações de poderes e saberes instaurados em sala de aula, relegando-os a ocupar o eterno “lugar” do desconhecimento, do erro, da ignorância, da ineficiência, do eternizado não-saber nas práticas linguísticas.
Para Damázio, as práticas pedagógicas constituem o maior problema na escolarização das pessoas com surdez. O que torna urgente repensar tais práticas para que os alunos surdos não acreditem que suas dificuldades para o domínio da leitura e da escrita são decorrentes dos limites que a surdez lhes impõe, mas, principalmente, pelas metodologias adotadas para ensiná-los.
A exemplo, tem-se o Relatório do Grupo de Trabalho, designado pelas Portarias nº 1. 060/2013 e n.º 91/2013, que apesar de trazer importantes contribuições para a Política Linguística de Educação Bilíngue – Língua Brasileira de Sinais e Língua Portuguesa, ainda há dificuldades de entender como deverá ser o processo de aquisição do português escrito pelos surdos, e em qual espaço se promoverá essa aprendizagem, pois, atualmente, são poucos os ambientes educacionais que estimulam, através de elementos visuais, a língua escrita. 
Conforme aponta Quadros e Schmiedt, “[...] não basta simplesmente decidir se uma ou outra língua passará a fazer ou não parte do programa escolar”, é preciso “[...] a coexistência dessas línguas reconhecendo-as de fato atentando-se para as diferentes funções que apresentam no dia a dia da pessoa surda que se está formando.
A aquisição da escrita pelos surdos apresenta ainda outra função: a possibilidade de acesso à língua de uma comunidade oral-auditiva, o que lhes proporcionará a interação com ouvintes não-usuários de uma língua de sinais e, ao mesmo tempo, a ampliação do universo sociocomunicativo.
Com base em pesquisas, é necessário mencionar ainda que os registros de metodologias para o ensino da Língua Portuguesa na modalidade escrita para surdos são muito recentes, pois decorrem da aceitação da Libras como primeira língua (L1) pelo surdo, e do português, na modalidade escrita, como segunda língua (L2).